# Swarm
Swarm es una aplicación móvil desarrollada por Foursquare lanzada en mayo de 2014. Se basa en la geolocalización y permite compartir tu ubicación con tu red de amigos.

## Características
La aplicación que es de los mismos dueños de Foursquare pero a diferencia de ésta, tiene la posibilidad de que el usuario coloque una ubicación cualquiera (no necesariamente cercana a su ubicación) básicamente para crear un punto de reunión y aquellos que estén cerca al lugar puedan enterarse y confirmar su asistencia.
Para aquellos usuarios que deseen compartir su ubicación es la aplicación perfecta dejando así a Foursquare para encontrar lugares y compartir experiencias, la aplicación se asemeja mucho a Yelp y además permite hacer check-ins con fotos y stickers además de compartir tus check-ins con otras redes sociales como Twitter y Facebook
Además la aplicación cuenta con la misma característica tipo juego donde es posible ganar badges y la posibilidad de convertirte en alcalde de algún lugar.

## Disponibilidad
Swarm se encuentra disponible para dispositivos con iOS, Android y Windows Phone 8